# 大型ドーザ
大型ドーザ（おおがたドーザ）は、陸上自衛隊の保有する装備品である。

## 概要
本車は陸上自衛隊の保有するブルドーザーの中でも最大の大きさを誇る。一見すると中型ドーザと見分けがつきにくいが、操縦席屋根を支える支柱の本数が中型ドーザに比べて多くなっており、作りも頑丈になり、また足回りの形状もより大型で複雑になっている。

## 運用
この装備の使用については排土や整地、リッパーを用いた掘り起し作業が可能となっているが、中型ドーザに比べて車体が大型であるため作業効率は陸自の保有するドーザの中では最も高いといえる。
施設科の装備品であるが、大規模な土木作業に適しており、基本的に方面施設団隷下の各施設群、直轄の施設隊などに配備され、師団・旅団隷下の施設大隊、施設中隊などへは配備されていない。